# کوسه راسویی لاغر
کوسه راسویی لاغر (نام علمی: Paragaleus randalli) نام یک گونه از تیره کوسه‌های راسویی است.